# Donado
Donado (en carballés Donáu) es una localidad española del municipio de Muelas de los Caballeros, en la provincia de Zamora, comunidad autónoma de Castilla y León.

## Localización
Se encuentra situada en el norte de la provincia de Zamora, dentro de la comarca de La Carballeda. Pertenece al partido judicial de Puebla de Sanabria y a la zona electoral de Sanabria.

## Historia
En la Edad Media, Donado quedó integrado en el Reino de León, cuyos monarcas acometieron la repoblación del oeste zamorano.
Posteriormente, durante la Edad Moderna, estuvo integrado en la provincia de las Tierras del conde de Benavente, y dentro de esta en la receptoría de Sanabria, si bien en el siglo XVIII aparece integrado en el partido de Mombuey de la provincia de Zamora, tal y como reflejaba en 1773 Tomás López en Mapa de la Provincia de Zamora.
En todo caso, con la creación de las actuales provincias en 1833, Donado quedó adscrito a la provincia de Zamora, dentro de la Región Leonesa, quedando integrado en 1834 en el partido judicial de Puebla de Sanabria.
En torno a 1968 el antiguo municipio de Donado desapareció, integrándose en el de Muelas de los Caballeros.

## Geografía humana

### Demografía
| Gráfica de evolución demográfica de Donado entre 1842 y 1960 |
| |
| Población de derecho según los censos de población del INE Población de hecho según los censos de población del INEEntre el censo de 1970 y el anterior, este municipio desaparece porque se integra en el municipio 49134 (Muelas de los Caballeros) |

## Patrimonio
Esta localidad cuenta con dos templos, de los que destaca el mayor de ellos, el «santuario de la Peregrina», que comenzó a construirse en el año 1800 con el fin de albergar a la «Santísima Virgen Peregrina», enviada a sus paisanos desde Oriente por Manuel Obelar, obispo superior de Tomking (Indochina). Después de cuarenta años en construcción, en 1888 se colocó la última piedra.

## Fiestas
Los donadinos celebran la romería de San Marcos, para lo que se desplazan al Santuario de la Peregrina. Durante estas fiestas también se conmemora la Virgen de la Peregrina. Anualmente acuden peregrinos de toda la zona de la Carballeda así como algunos devotos de otras partes de España ya sea desde Madrid, Asturias, Galicia, El País Vasco, Cataluña o Andalucía entre muchos otros.